# Vuelo 530M de SATA Air Açores
El vuelo SP530M de SATA Air Açores fue un vuelo regional portugués operado por SATA Air Açores, que conectaba el aeropuerto de Ponta Delgada-João Paulo II y el aeropuerto de Flores, con escala intermedia en Horta, el 11 de diciembre de 1999. A las 10:20 a. m., el British Aerospace BAe ATP, bautizado como Graciosa, mientras se encontraba en ruta hacia Horta, colisionó con el Pico da Esperança, en las montañas centrales de São Jorge, provocando la muerte de las treinta y cinco personas que viajaban a bordo. Es el peor accidente aéreo ocurrido en las Islas Azores dentro de 10 años, puesto que el pasado 8 de febrero de 1989, el Vuelo 1851 de Independent Air se estrelló contra el Pico Alto en su aproximación a las Azores, esta vez en el Aeropuerto de Santa María de la isla homónima, en donde fallecieron 144 personas a bordo convirtiendo el peor accidente aéreo en la historia de Portugal, la causa es casi la misma con el Vuelo 530M, también el accidente aeronáutico con mayor número de fallecidos de un British Aerospace ATP.

## Vuelo
El 11 de diciembre de 1999, el British Aerospace ATP (CS-TGM) con treinta y cinco personas a bordo, inició el vuelo SP530M desde Ponta Delgada (en la isla de São Miguel) a Horta (en la isla de Faial, como parte del primer tramo de un vuelo de Ponta Delgada a Flores. El vuelo había partido a las 9:37 a. m. de Ponta Delgada, con un nivel de vuelo planificado en 12 000 pies (3658 m)  y tenía previsto llevar una velocidad de 260 nudos, con un tiempo estimado de vuelo de 51 minutos. La tripulación de vuelo estaba compuesta por el capitán Arnaldo Mesquita (55) y el primer oficial António Magalhães (46).
La información meteorológica (proporcionada por el Instituto de Meteorología) indicaba que entre la medianoche y las 6:00 a. m. en las islas Azores había presente un frente frío de superficie, con nubes espesas, vientos moderados del suroeste que se estaban transformando en vientos fuertes del norte, pero en general de componente débil en los grupos central y occidental de las Azores. La fuerza del viento para la trayectoria del vuelo se calculó en 30 a 45 nudos.

### Accidente

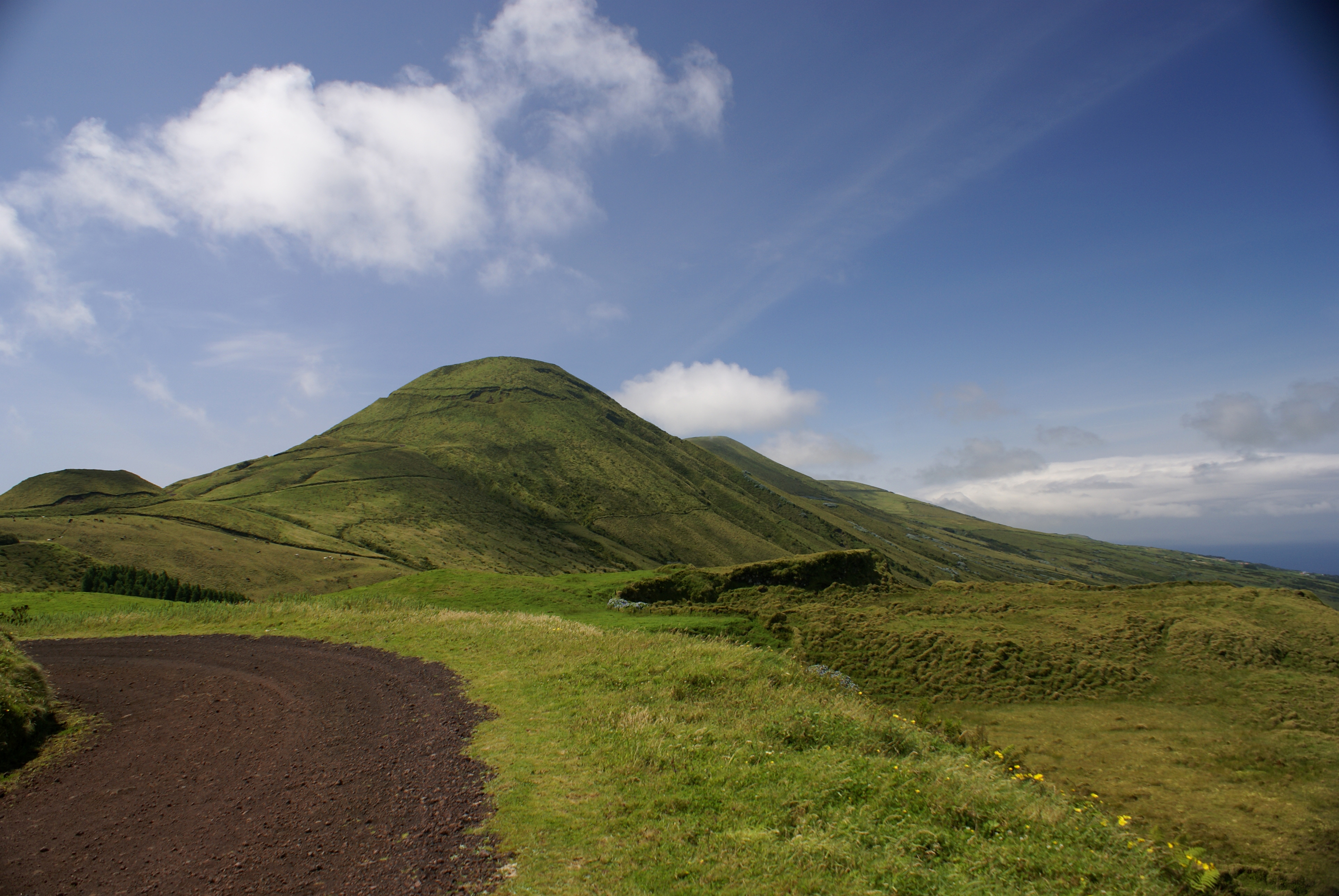
Una vista del Pico da Esperança en la isla de São Jorge donde tuvo lugar el accidente.

Durante la travesía, la tripulación decidió alterar su plan de vuelo, optando por una ruta que incluía el descenso de aproximación sobre el canal entre las islas de Pico y São Jorge, para interceptar el radial 250 del VOR/VFL de Horta. La torre de Horta autorizó inicialmente al vuelo a descender a FL100 10 000 pies (3048 m), pero la tripulación solicitó (y le fue autorizado) el descenso a 5000 pies (1524 m) con órdenes de mantener contacto visual con la isla de Pico.
A las 10:03 a,m., el copiloto había contactado con la torre de control de Santa Maria para comunicar que el vuelo estaba sobrevolando el punto LIMA-MIKE. El vuelo tenía previsto realizar un curso directo a Horta, pero cuando la tripulación reportó que su posición fue LIMA-MIKE, el ATP se había desviado catorce millas náuticas de su curso, la tripulación no fue consciente de su desvío. Aproximadamente a 43 millas náuticas de Horta, la tripulación fue autorizada por la torre de Horta a descender a 5000 pies (1524,0 m) y mantener contacto visual con Pico. Durante el descenso, se encontraron con fuertes precipitaciones y turbulencias. El vuelo continuó su trayectoria mientras descendía, cruzando la costa norte de la isla de São Jorge. Pero la tripulación había sufrido una desorientación espacial, y no pudo distinguir las altitudes barométricas de sus radioaltimetros.
La tripulación sólo se dio cuenta de que estaban sobrevolando la isla por la indicación verbal del copiloto y el sonido audible final del GPWS. Cinco segundos después de la primera alarma del GPWS, el copiloto reaccionó tirando de la palanca, y ocho segundos después de que sonase la alarma, comenzó la reacción de los motores. La aeronave comenzó a recuperar su altitud y viró a la izquierda. Siete minutos (10:17 a. m.) después de haber iniciado el descenso, el ala izquierda del ATP impactó con la ladera norte del Pico da Esperança lo que provocó la fractura de su fuselaje, a aproximadamente 1067 metros (3501 pies) de altitud en la isla de São Jorge. El aparato continuó su trayectoria de colisión rotando sobre su plano longitudinal e invirtiéndose sobre el mar antes de su impacto. El GPWS alertó a la tripulación diecisiete segundos antes del impacto. No se efectuó ninguna llamada de emergencia desde el aparato antes del impecto final. Tampoco el aparato se incendió.

## Consecuencias

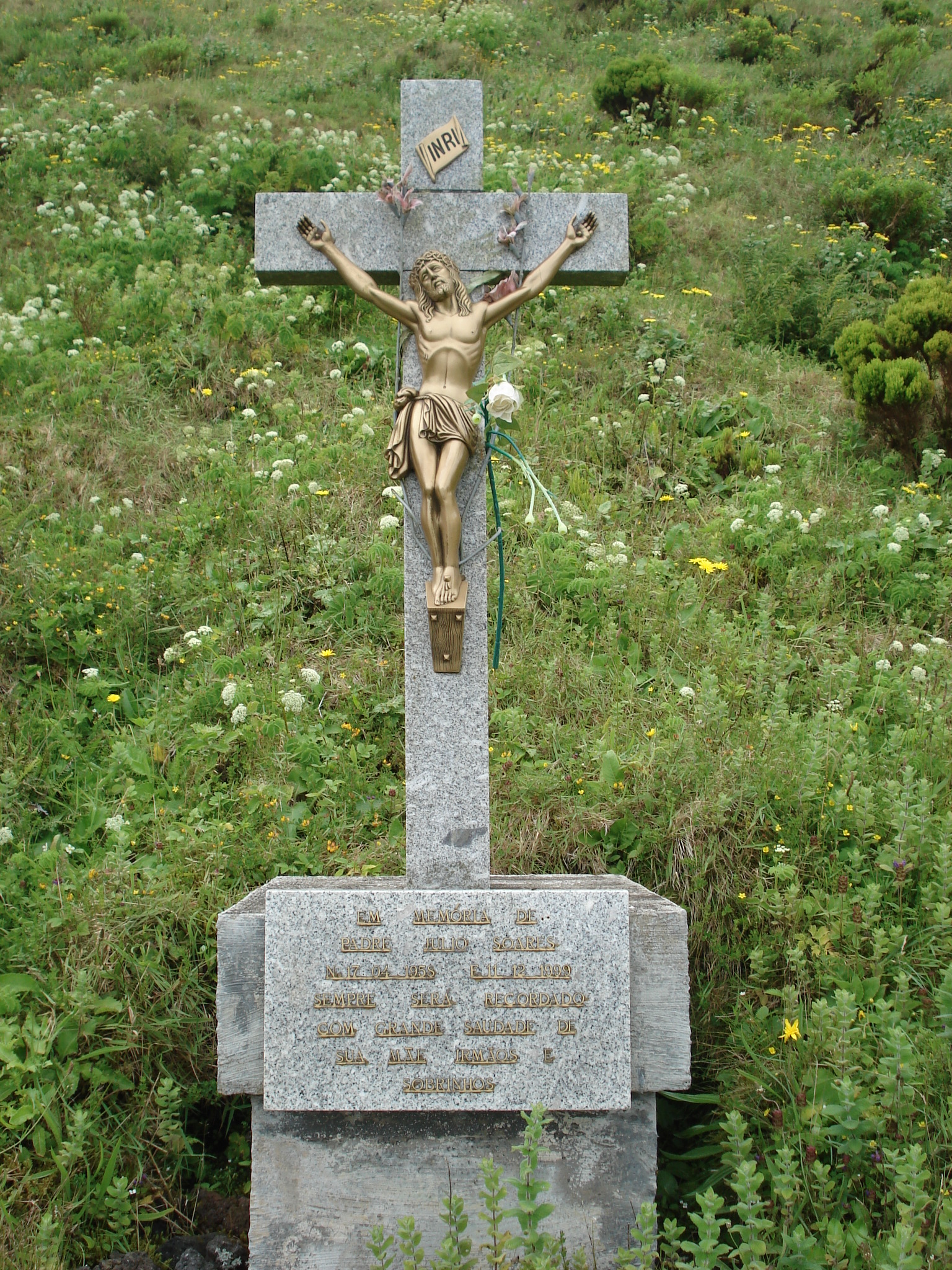
La cruz conmemorativa al padre Júlio Soares, párroco, fallecido en el accidente de SATA Air Açores.

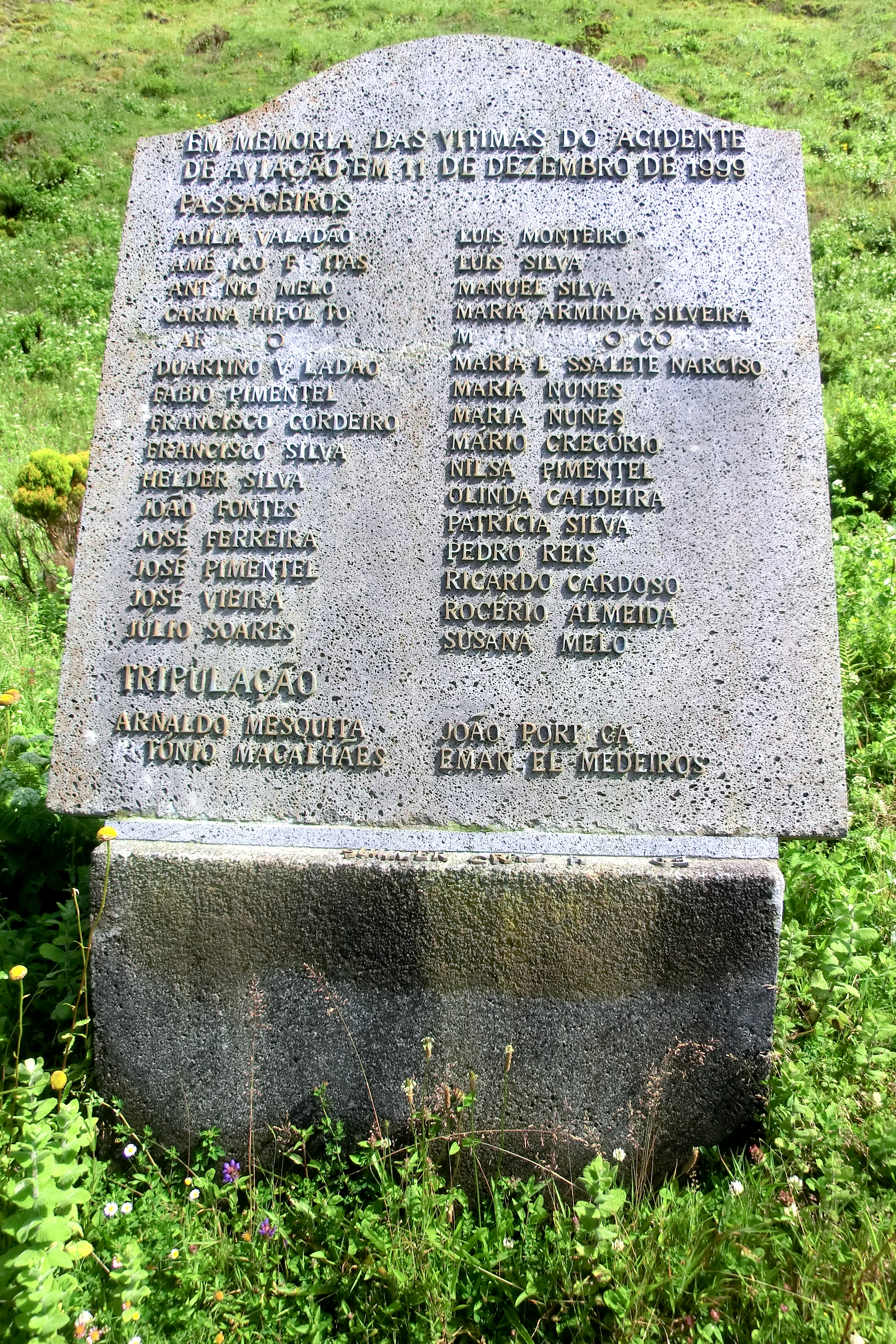
Una placa conmemorativa con los nombres de las víctimas del vuelo SP530 ubicada en la cima del Pico da Esperança.

Los equipos de rescate alcanzaron el lugar donde reposaban los restos del ATP cuatro horas después del accidente en Sao Jorge, donde encontraron escombros y víctimas a lo largo de un barranco.
La búsqueda fue suspendida al anochecer, y no fue retomada hasta el domingo, cuando el equipo de investigación fue enviado a la zona del impacto. Siete cuerpos fueron recuperados por los rescatadores haciendo uso de cuerdas y camillas de transporte, quienes habían trepado por la empinada ladera antes de la caída de la noche. Además, una espesa niebla rodeó la zona, lo que hizo al lugar inaccesible para los vehículos, haciendo así que la operación de rescate fuese más complicada.
Aunque los helicópteros de la Fuerza Aérea Portuguesa estaban a la espera para sacar a los posibles supervivientes, el tiempo necesario para llegar al lugar del siniestro suponía que los rescatadores solo estaban allí para "recoger los cadáveres y examinar las causas del accidente", ya que "no había esperanza de encontrar supervivientes", según se desprende del comunicado del ministro de Interior, Fernando Gomes.
Todos los vuelos de SATA fueron cancelados tras el accidente. El Primer Ministro Portugués António Guterres, que se encontraba en Helsinki, Finlandia, para un encuentro de la Unión Europea, canceló una visita que tenía prevista a Kosovo y en su lugar se dirigió directamente a las Azores. SATA proporcionó vuelos a las islas para los familiares de otros países de las víctimas del accidente.

## Informe
El informe final realizado por la comisión de investigación del Instituto Nacional de Aviación Civil (en portugués: INAC Instituto Nacional de Aviação Civil) concluyó que el vuelo en cuestión se había desviado de forma importante de su ruta a Horta, no habiéndose dado cuenta de esto la tripulación de vuelo. Esta desviación supuso cruzar la costa norte de la isla de São Jorge, donde se estrelló en el Pico de Esperança. La tripulación "estaba completamente convencida" de que el avión se encontraba sobre el canal de São Jorge, y estaban concentrados en las condiciones meteorológicas en el momento de la colisión. Después de escuchar la alerta de impacto, tres segundos antes del primer impacto, el copiloto advirtió a la tripulación de que estaban "perdiendo altitud y se encontraban sobre São Jorge". Pero, pese a que los pilotos incrementaron la potencia de los motores, la maniobra fue "insuficiente para superar el obstáculo".
La conclusión del informe indicó que había existido una falta de rigor en el mantenimiento de la altitud de seguridad indicada, un cálculo inadecuado de la deriva, ausencia de comprobación de la altitud del radioaltímetro y del altímetro barométrico, y un uso inadecuado del radar meteorológico en vuelo como ayuda adicional de la navegación, contribuyendo todo ello al desastre. Las malas condiciones meteorológicas del día (que incluían nubosidad importante, vientos de moderados a fuertes, con turbulencias) y la ausencia de ayudas de navegación autónoma a bordo del avión (como el GPS), que podría haber determinado su posición, fueron también factores que contribuyeron al accidente. En lo referente al aparato, el informe determinó que el ATP estaba operando cumpliendo con las directrices de aeronavegabilidad correspondientes a las regulaciones y procedimientos aprobados por las autoridades aeronáuticas.
José Estima, miembro de la dirección de la APPLA Associação Portuguesa de Pilotos de Linha Aérea (Asociación Portuguesa de Pilotos de Línea Aérea) afirmó que el factor que contribuyó al accidente de SATA fue "una deficiente [sic] calidad y cantidad de infraestructuras de soorte a la navegación aérea". En lo referente a la fiabilidad en el piloto del vuelo, APPLA indicó que el "piloto había volado durante más de veinte años en el archipiélago" y recalcó que los pilotos de SATA "están a la vanguardia, ya que trabajan en estas condiciones [locales] adversas habitualmente".